# Лазар Търповски
Лазар (Лазо) Търповски, наричан Чърнио (на гръцки: Λάζαρος Ζησιάδης, Лазарос Зисиадис), е гръцки комунистически деец.

## Биография
Лазар Търповски е роден през 1901 година в костурското село Дъмбени, днес Дендрохори, Гърция. През 1928 година емигрира в Канада, където става активист на просъветския емигрантски Македонски народен съюз и на Комунистическата партия на Канада. През 1932 година е арестуван и екстрадиран от канадските власти. Заминава за СССР, където завършва партийна школа и работи в структурите на Коминтерна.
През 1935 година се завръща в Гърция и става виден организатор на Гръцката комунистическа партия в родния край. След дълго издирване режимът на генерал Йоанис Метаксас успява да залови Търповски в село Сливени на 17 януари 1939 година. Съден в Костур и затворен на остров Егина, а впоследствие - в затвора Акронавплия до 1941 година, когато Гърция е разгромена от Нацистка Германия. На 28 юни 1941 година заедно с Андрей Чипов, Атанас Пейков, Лазар Дамов, съселянина си Анастас Караджов и още 22 комунистически затворници той е освободен оттам по настояване на българската легация в Атина пред германските окупационни власти. Това става след като те декларират пред властите българския си произход.
След освобождението си Търповски се включва активно във възстановянето на ГКП. Става член на Областното бюро на партията за цяла Гръцка Македония. Заловен от силите на антикомунистическата съпротива ПАО и убит в село Имера (Хейбели). Лазар Търповски се представя като лоялен привърженик на политиката на Коминтерна и ГКП и е чужд на зараждащите се домогвания на ЮКП към Южна Македония.
На негово име е кръстено основно образователно училище „Лазо Търповски“ в град Скопие, столица на Северна Македония.

## Фамилия
Лазар е внук на Димо Търповски и син на Атанас (Насо) и Ирина (Рина) Търповска. Има двама братя – Христо (1913 – 1949) и Коста (1915 – 1944) и три сестри, най-малката, от които е Янка Търповска. Известен е един негов син – Мито (Димитър) Търповски (1925 – 1970). Родителите Атанас и Ирина Търповска на преклонни години през 1948 година се изселват в Югославия, както и внукът им Мито през 1945 година. Христо и Коста загиват, участвайки в гръцката комунистическата съпротива. Янка Търповска се преселва в град Варна, България през 1945 година. Шуреят му Филип Калков е участник в местната чета на „Охрана“ в годините на Втората световна война.